# Agave potatorum
Agave potatorum Zucc. – gatunek rośliny z rodziny agawowatych (Agavaceae). Pochodzi z Meksyku. Występuje tam od południowego stanu Pueblo do środkowego Oaxaca i Chiapas.

## Morfologia
PokrójNależy do mniejszych agaw. Cechuje się dużą zmiennością w zakresie wielkości. Tworzy mięsistą, symetryczną  różyczkę liściową osiągającą średnicę 10–90 cm.
LiścieW jednej różyczce jest ich 30–80. Charakteryzują się dużą zmiennością kształtu, wielkości i barwy. Są mięsiste, ale dość sztywne, przy podstawie pogrubione i zwężone. Kształt jajowaty, podłużny lub krótko lancetowaty. Zazwyczaj mają szerokość 9–18 cm, długość 20–40 cm i barwę od niebieskoczarnej jasno srebrnoszarej. Są lekko wygięte do tyłu, a ich końce często zakończone są charakterystycznym, skręconym lub lekko falistym, czerwonawym lub ciemnobrązowym kolcem o długości do 2,5 cm. Rzadko rozmieszczone kolce występują także na brzegu liści w odległości od 0,5 do 2,5 cm. Są podobne, jak kolec na szczycie liścia, ale mniejsze i wyrastają na zębatych wyrostkach. Na liściach występują także pączki.
KwiatyNa szczycie łodygi osiągającej wysokość 3–6 m zebrane w wiechę lub grono. Kwiaty o barwie od jasnozielonej do czerwonej, otoczone czerwonymi przysadkami.

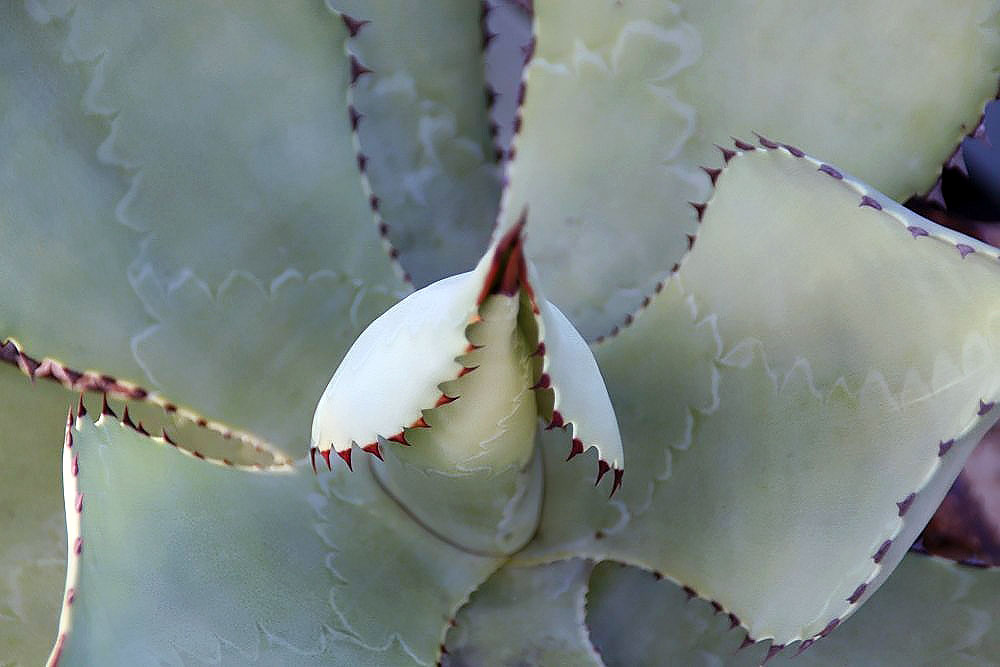
Liście
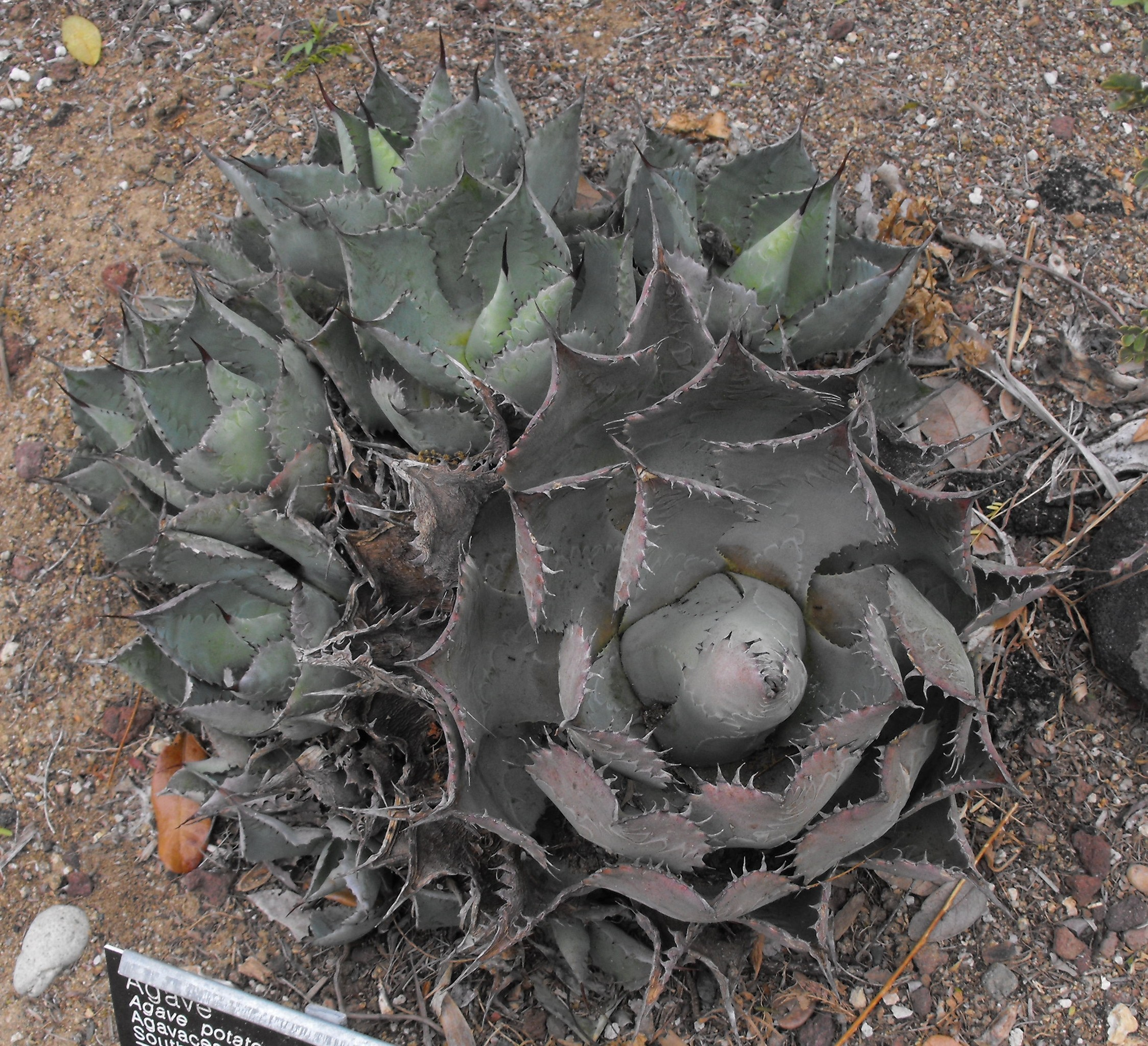
Rozeta liściowa
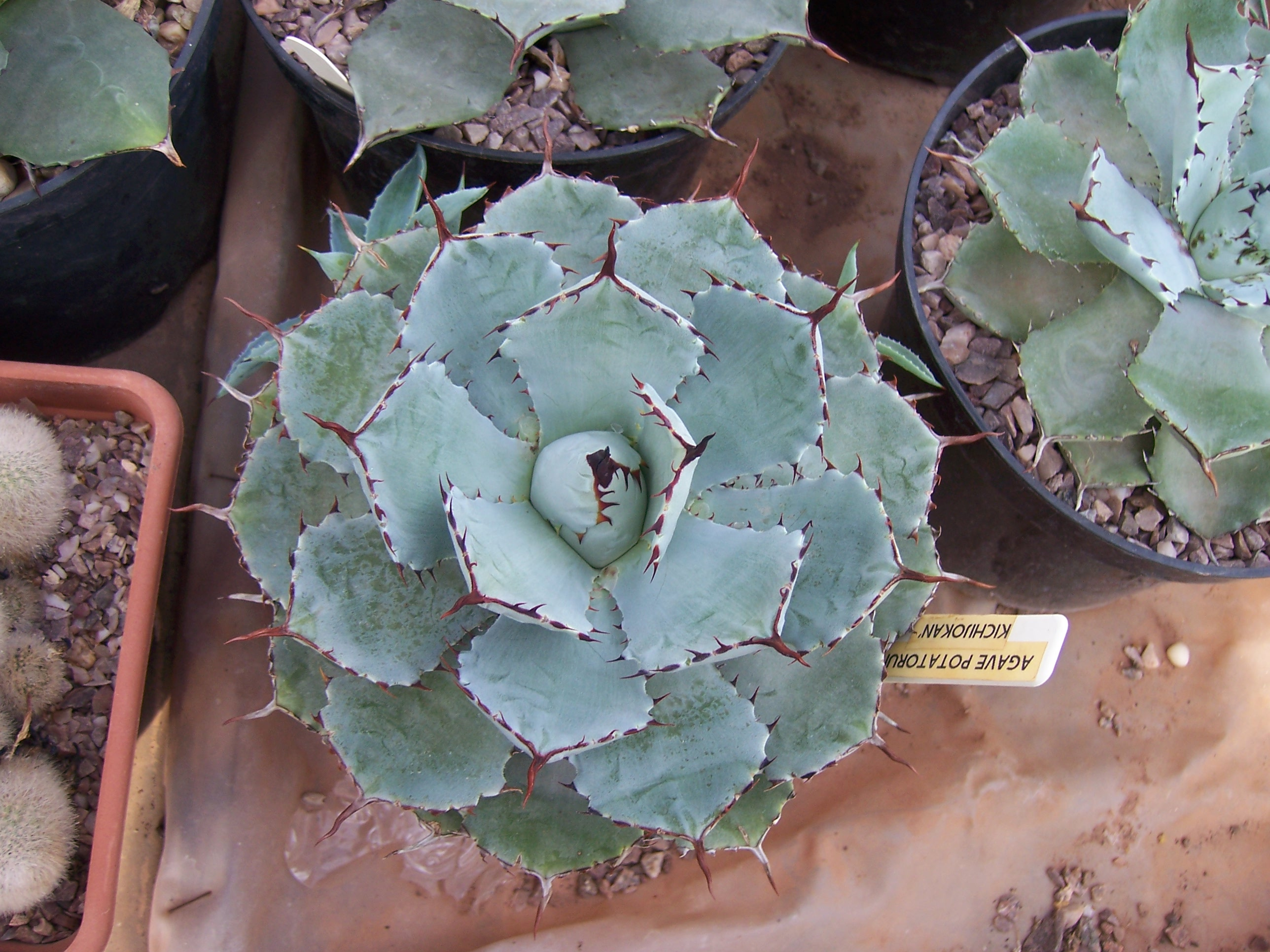
W uprawie doniczkowej
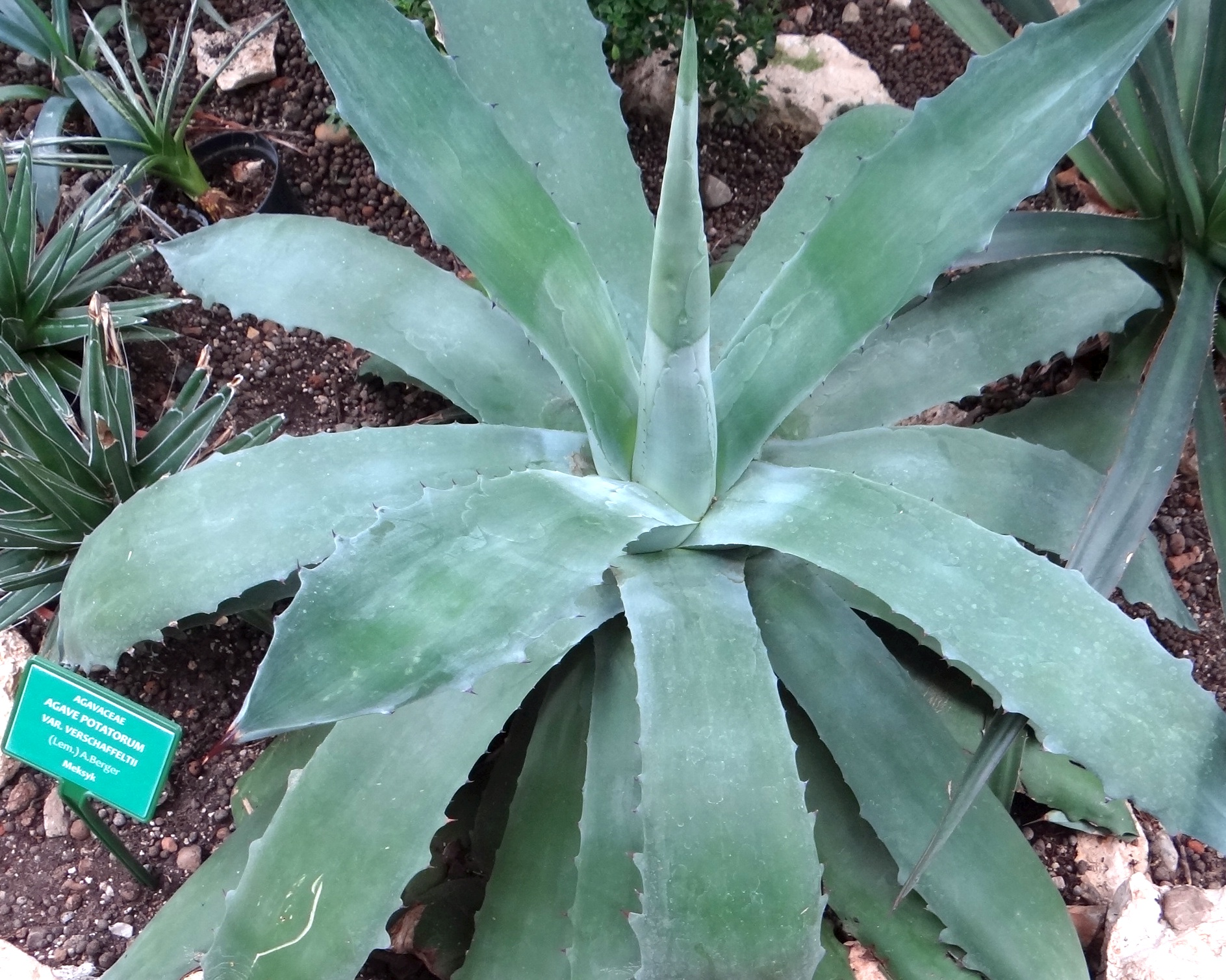
Rozeta liściowa
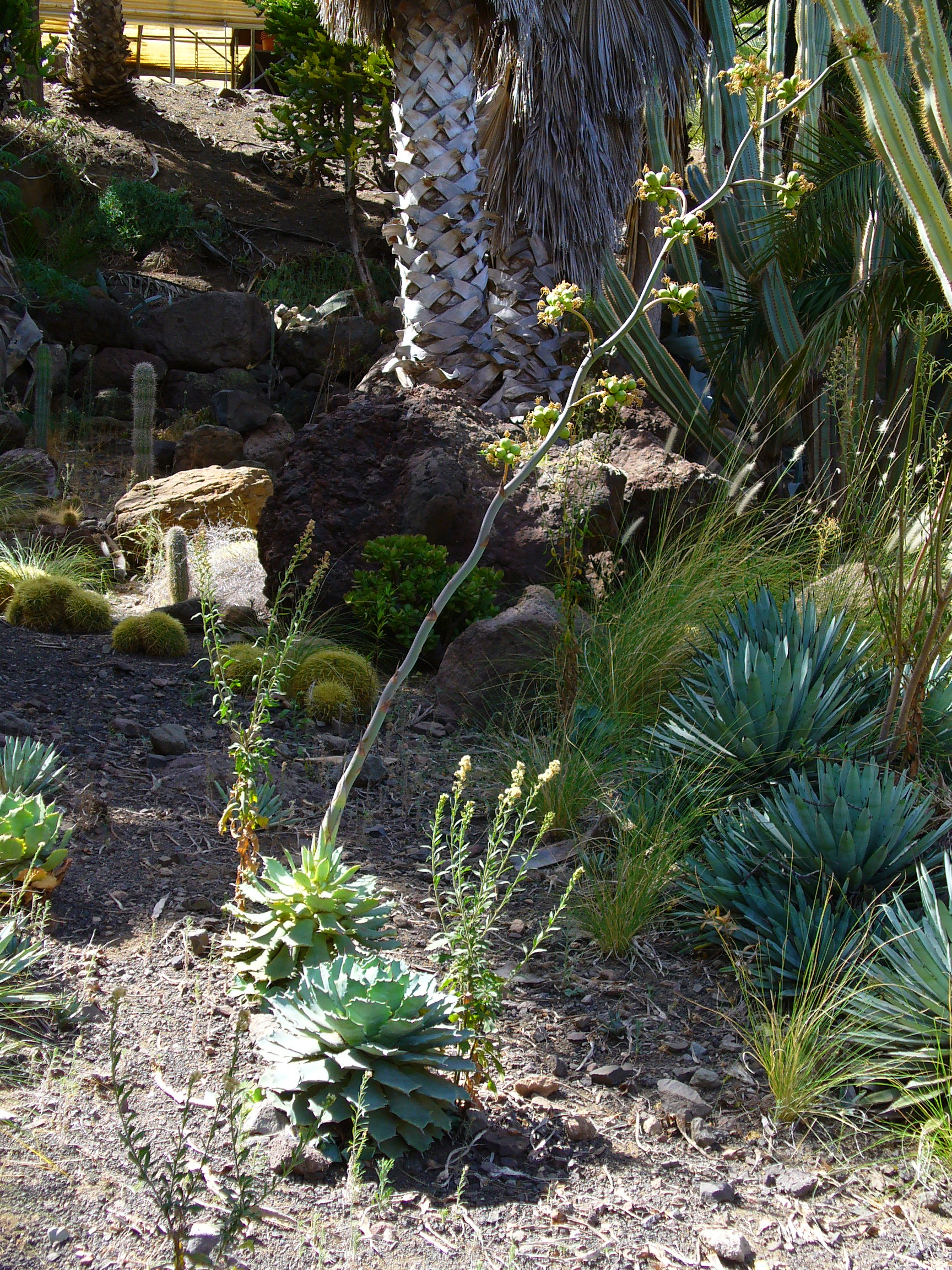
Kwitnąca agawa
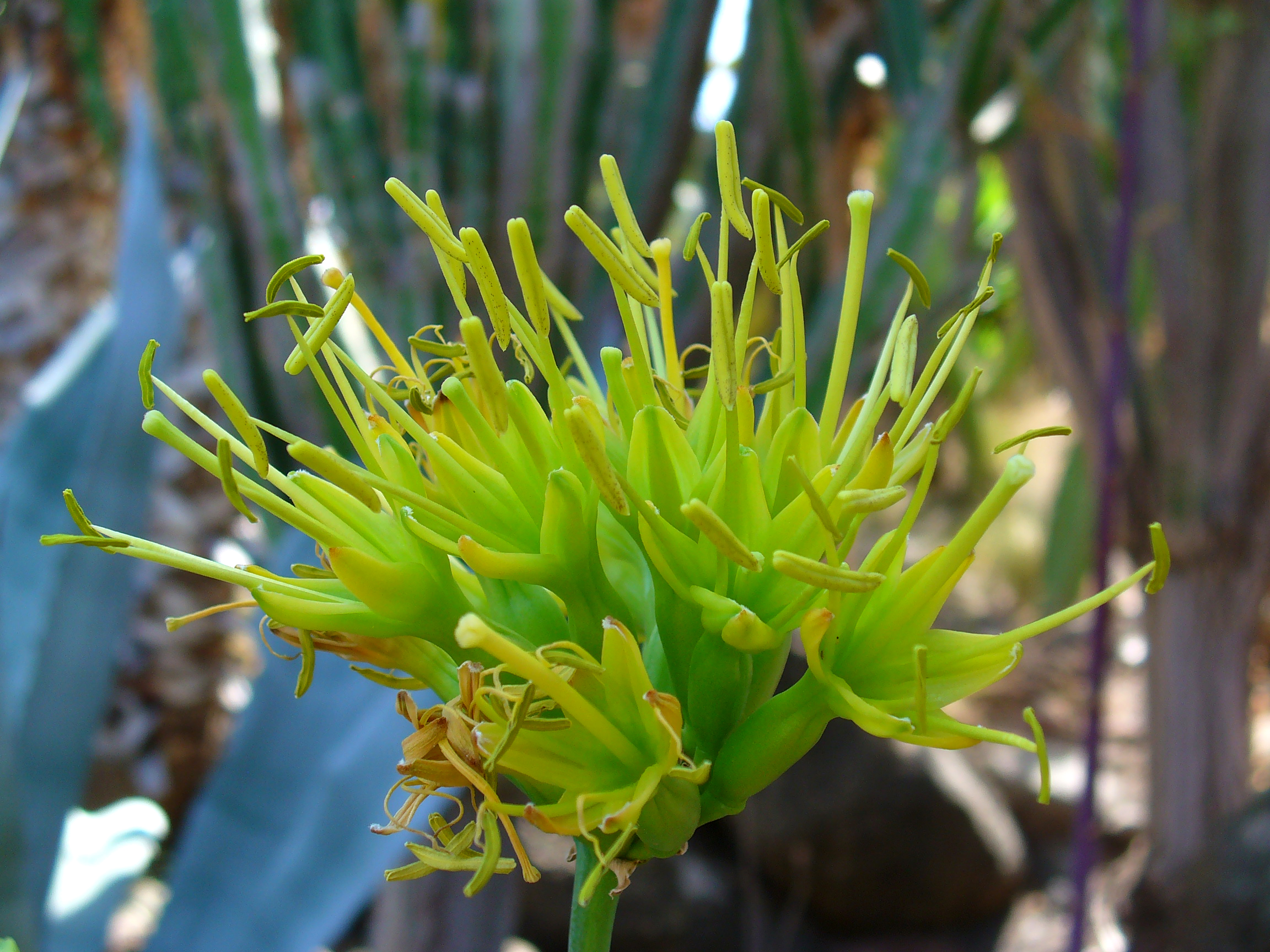
Kwiaty
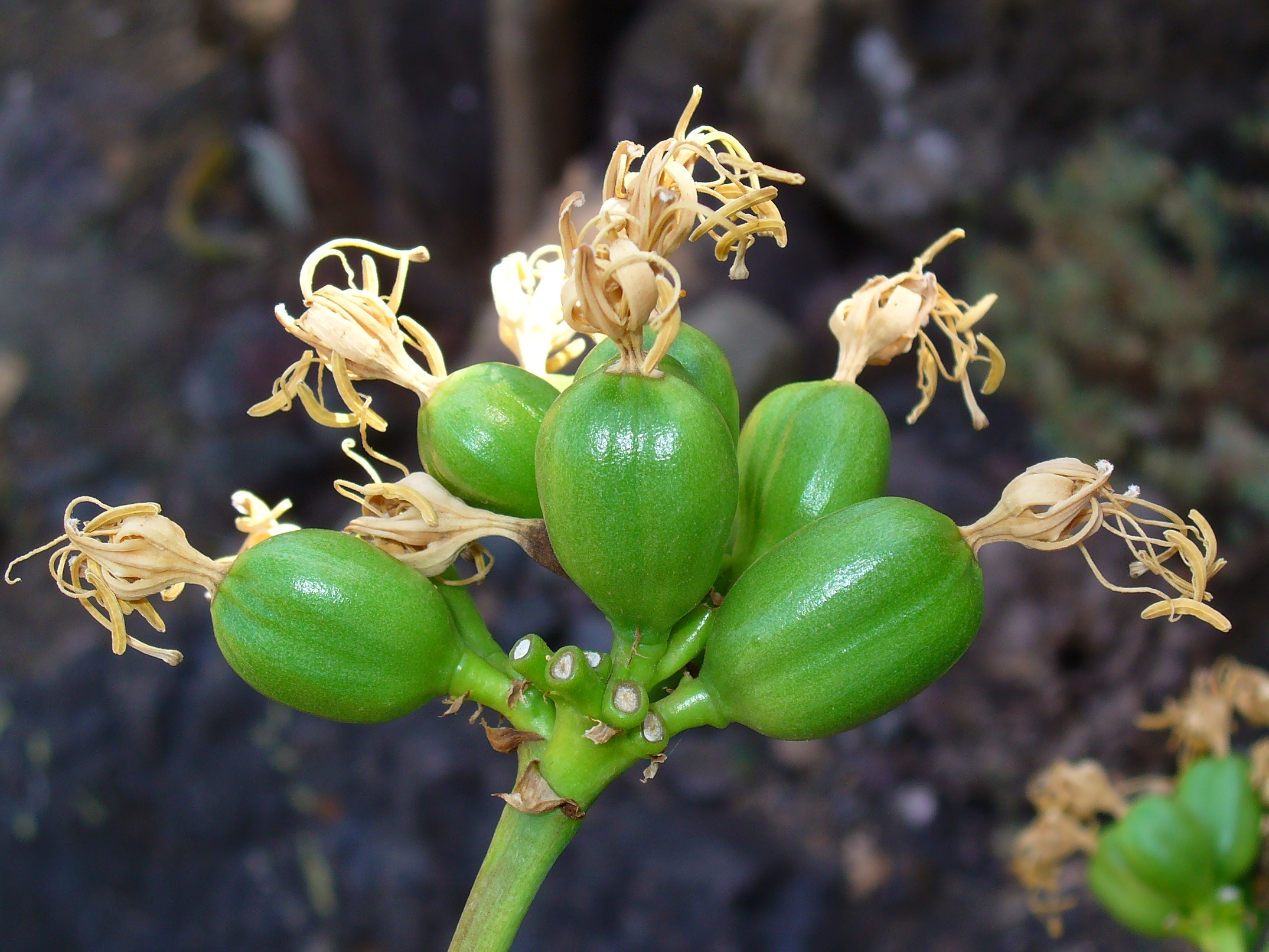
Owoce

## Biologia i ekologia
W warunkach naturalnych rośnie na półpustyniach, na wysokości 1200–2250 m n.p.m.. Jest hapaksantem – zakwita tylko raz w życiu. Po wielu latach rozwoju szczątkowa łodyga w różyczce liściowej rośnie wówczas osiągając znaczną wysokość. Na jej szczycie powstają kwiaty. Po przekwitnięciu i wytworzeniu nasion roślina obumiera. W warunkach naturalnych zazwyczaj kwitnie jesienią, ze szczytem kwitnienia od września do grudnia. Zakwita zwykle po 10 latach.

## Zastosowanie
- Jest używana do produkcji alkoholowego napoju o nazwie mezcal[8]. Jej gatunkowa nazwa potatorum oznacza dla pijących[7].
- Jest uprawiana jako roślina ozdobna. Znosi tylko niewielkie przymrozki (strefy mrozoodporności 9–12), z tego względu w Polsce może być uprawiana tylko jako roślina pokojowa lub w ogrzewanych szklarniach[7].

## Uprawa
Jest gatunkiem stosunkowo łatwym w uprawie. Dobrze rośnie w pojemnikach i doniczkach. Nadaje się na stanowiska słoneczne lub nieco tylko zacienione. Potrzebuje bardzo dobrze przepuszczalnej gleby. Najlepszym podłożem jest próchniczna lub gliniasta gleba z dużym dodatkiem żwiru lub gruboziarnistego piasku. Nie toleruje dużej wilgoci w podłożu, dobrze natomiast znosi suszę i wietrzną pogodę. Zimą przechodzi okres spoczynku. Najlepiej wówczas przenieść ją do chłodnego pomieszczenia (najlepiej o temperaturze 6-12 st. C). Wiosną dobrze jest wynieść ją na pole, należy jednak stopniowo przyzwyczajać ją do silniejszego światła. Nawozi się tylko dwa razy w roku – najlepiej w kwietniu i lipcu. Stosuje się nawóz z dużą ilością potasu. Latem rośnie dość szybko, jeśli ma wystarczającą ilość wody, ale należy pozwolić ziemi przeschnąć przed ponownym podlaniem. Zimą należy podlewać tylko tyle, aby liście nie kurczyły się.
Rozmnaża się przez nasiona lub odrosty pojawiające się przy podstawie różyczki.